# Tigre celtique
 (décembre 2007).

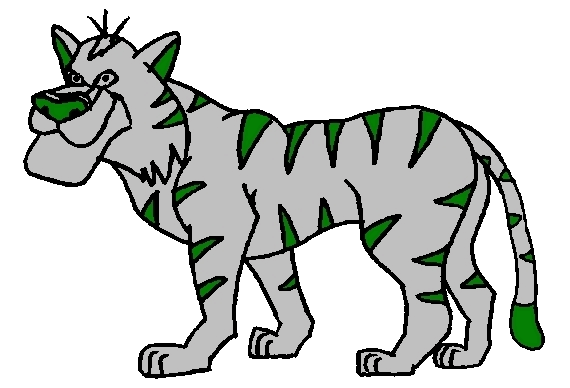
Un dessin du Tigre celtique. Les médias irlandais le représentent sous l'image d'un tigre avec des rayures vertes.

L'expression Tigre celtique désigne l'Irlande pendant la période de forte croissance économique entre les années 1990 et 2001-2002. À proprement parler, le terme est employé pour qualifier à la fois la période et le pays durant ce laps de temps. L'expression Tigre celtique (Celtic Tiger en anglais) a été employée pour la première fois par l'économiste et producteur David McWilliams, bien que celui-ci le conteste. La première mention écrite de cette expression date de 1994, dans un rapport de la banque Morgan Stanley de Kevin Gardiner.
Le terme est une analogie à l'expression tigres asiatiques, appliquée à la Thaïlande, à la Malaisie, à l'Indonésie, aux Philippines et au Viêt Nam pendant la période de croissance rapide des années 1980 et 1990. Le Tigre celtique ou l’économie du Tigre celtique est aussi régulièrement appelée The Boom ou le miracle économique irlandais. On utilise parfois le terme de Tigre celtique au sujet des prouesses économiques irlandaises succédant à ladite période.

## Le Tigre celtique
Le Tigre celtique se réfère initialement à la période allant de la fin des années 1990 à la crise  économique mondiale de 2001. Entre 1991 et 2003, l'économie irlandaise connut une croissance de 6,8 % par an, augmentant de façon significative le niveau de vie des habitants. L'apogée de cette croissance eut lieu en 1999, lorsque la croissance du PIB atteint 11,1 %, après 8,7 % et 10,8 % en 1998 et 1997. En dépit de ce taux de croissance exceptionnel, l'économie du pays suivit un rythme régulier de 6 % de croissance par an environ, en 2001, 2002 et 2003. l'économie s'inverse dramatiquement depuis 2008, avec une retombe de 14 % du PNB, ainsi qu'un flux de 14 % de debauchement dans la crise économique d'Europe. 

### Causes
Pour expliquer le phénomène du Tigre celtique, les raisons suivantes ont été avancées,, :
Beaucoup d'économistes attribuaient la croissance irlandaise au faible taux d'impôt sur les sociétés (entre 10 et 12,5 % à la fin des années 1990) et aux subventions, appelées « paiements de transfert », reçues des pays de l'UE plus développés tels que la France et l'Allemagne et qui représentèrent jusqu'à 7 % du PNB. Ces aides avaient financé des investissements dans le système éducatif (par exemple l'inscription universitaire était gratuite) et les infrastructures physiques. Le tout avait amélioré la capacité de production de l'économie irlandaise et l'a rendue plus attrayante pour des entreprises de haute technologie. Une hypothèse plus critique postule que la croissance irlandaise était due au fait que l'économie de ce pays a été si longtemps à la traîne du reste de l'Europe de l'Ouest qu'elle est devenue l'une des rares sources occidentales où les entreprises pouvaient s'approvisionner largement en main-d'œuvre peu coûteuse. Parallèlement, l'appartenance de l'Irlande à l'Union européenne depuis 1973 lui a facilité l'accès à l'énorme marché européen, en plus des subventions reçues, alors qu'auparavant le commerce irlandais était tourné essentiellement vers le marché du Royaume-Uni.
La dotation de subventions et l'investissement en capital ont attiré avec succès en Irlande une grande variété de compagnies de haut profil (comme Dell, Intel, Microsoft et Gateway) durant les années 1990, favorisant une économie extravertie (économie avec un fort taux d'ouverture). Ces sociétés furent attirées en Irlande grâce à l'appartenance de ce pays à l'Union européenne, aux salaires relativement bas, aux subventions gouvernementales et aux faibles taxes. De plus, l'Irlande avait une force de travail jeune, anglophone et bien éduquée Ceci permettait aux employés irlandais de communiquer facilement et efficacement avec les Américains, un facteur majeur dans le choix de l'Irlande pour les quartiers généraux européens de ces sociétés, contrairement aux autres pays de l'UE où les salaires sont également bas comme le Portugal ou l'Espagne. Un autre facteur majeur rendant les employés irlandais plus attractifs du point de vue des multinationales était l'augmentation massive de la productivité en Irlande entre 1994 et 2003 – avec une croissance d'environ 4 % par an,. Alors que les salaires augmentaient dans la dernière partie des années 1990, le coût global d'un employé irlandais restait bas grâce aux très faibles taxes (tax wedge) [moins de 5 %]. À titre d'exemple, celles-ci sont au-dessus de 40 % en Suède et de 30 % en Allemagne.
Un décalage horaire favorable a permis aux employés irlandais de travailler aux heures exactes durant lesquelles les travailleurs américains dormaient. Ceci fut particulièrement attractif pour les compagnies ayant d'importants services juridiques et financiers ; un avocat irlandais pouvait ainsi travailler sur une affaire pendant que son équivalent américain se reposait. Peu d'interventions gouvernementales dans les affaires économiques par rapport aux autres membres de l'Union européenne et particulièrement aux pays d'Europe de l'Est ont assuré aux entreprises américaines un environnement stable. La stabilité croissante en Irlande du Nord obtenue grâce aux accords de Belfast a accru l'image de stabilité de l'Irlande du point de vue économique. La construction du International Financial Services Centre à Dublin a conduit à la création de 14 000 emplois à forte valeur ajoutée dans les secteurs de la gestion légale et financière.
Charlie McCreevy, ministre des Finances entre 1997 et 2004 réduisit nettement la dette publique durant le « boom économique ». Il a été élu meilleur ministre des finances irlandais de tous les temps en 2004 par le Finance Magazine. En 2004, Charlie McCreevy laissa son poste de ministre des Finances irlandais pour travailler à la Commission européenne.

### Conséquences
Durant la période du Tigre celtique, l'Irlande, qui était autrefois l'un des pays les plus pauvres d'Europe, était devenue l'un des plus riches. Après plusieurs gouvernements faibles et composés de politiciens corrompus, le pays s'était rapidement transformé en une des nations les plus riches d'Europe. Voici les principales conséquences que cette période du Tigre celtique a eues sur le pays :

#### Conséquences économiques
- le revenu net avait augmenté à des niveaux record, ce qui a permis une forte hausse de la consommation des ménages.
- Le taux de chômage était passé de 18 % dans les années 1980 à 4,2 % en 2005 et le salaire industriel moyen a augmenté plus vite que dans le reste de l'Europe.
- L'inflation de 5 % par an a permis à l'Irlande de rattraper le niveau des prix de l'Europe du Nord. Les biens de consommation courante ont été particulièrement touchés, les prix dans les chaînes de grands magasins en république d'Irlande sont parfois le double de ceux qu'on trouve en Irlande du Nord.
- La dette publique avait fortement diminué : représentant environ 34 % du PIB à la fin de l'année 2001, elle était devenue l'une des plus faibles d'Europe, permettant un doublement des dépenses publiques sans augmentation significative des taxes.

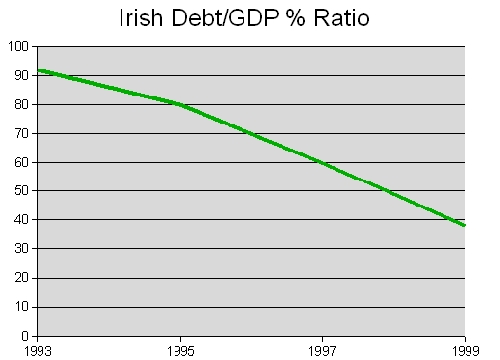
La chute du poids de la dette publique par rapport au PIB (Gross Domestic Product) à la fin des années 1990.

- Ces nouvelles richesses avaient permis de moderniser les infrastructures et les chaussées. Le National Development Plan menait des investissements dans les infrastructures routières et de nouveaux moyens de transports ont vu le jour comme le Luas et le tunnel du port de Dublin, le Dublin Port Tunnel. Les autorités locales avaient pris l'initiative de construire de nouveaux bâtiments comme le Spire de Dublin, de refaire le pavage des routes et d'aménager le paysage urbain (nouveaux bancs, arbres, poubelles, etc.).

#### Conséquences sociales et culturelles
- La tendance traditionnelle à l'émigration fut enrayée, et l'Irlande commença même à devenir une destination pour de nombreux immigrants – cela changea de manière significative la démographie irlandaise, et aboutit à l'expansion du multiculturalisme, particulièrement dans la région de Dublin.
- L'enrichissement fut accusé d'augmenter le taux de criminalité chez les jeunes ; en particulier, la violence liée à la consommation d'alcool se développa en même temps que le pouvoir d'achat.
- Nombreux sont ceux en Irlande qui considèrent que la culture irlandaise a été affectée durant les années fastes par la montée du consumérisme et l'adoption d'idéaux capitalistes américains.
- Les succès de l'économie irlandaise améliorèrent un moral auparavant assez bas, et atténuèrent le sentiment d'infériorité qui accablait la société irlandaise depuis des décennies. L’Irlande semblait traîner un boulet depuis des années ; pourtant, les Irlandais sont désormais bien plus enclins à participer à des activités diverses, et à prendre des risques, tels la création d'entreprises.
- De nombreux jeunes ont quitté leur campagne, pour vivre et travailler dans les centres urbains. Cela a accentué l'urbanisation de l'Irlande.
- La période du Tigre celtique fut marquée – et même précédée – par d'énormes changements sociaux en Irlande – le divorce et l'homosexualité furent légalisés, les référendums pro-vie ont été rejetés (deux fois), (et deux femmes (dont une candidate du Irish Labour Party, le Parti travailliste) furent élues présidentes de la République.)
- Dans une moindre mesure, la période faste a également contribué à des succès culturels et sportifs – le footballeur Ray Houghton, Riverdance et les groupes U2 ou The Corrs en sont des exemples.
- Parmi d'autres facteurs, la période du Tigre celtique a certainement contribué au processus de paix en Irlande du Nord. La fin des Troubles semble aujourd'hui bien plus proche que dans les années 1980. Le commerce inter-frontalier a rapproché les différentes communautés, et la baisse du chômage des deux côtés de l'île a mis fin à la tradition selon laquelle, en Irlande du Nord, « the devil makes use of idle hands » (« le démon occupe les mains sans emploi »).

### Critique de la gestion du gouvernement
En dépit du succès économique de l'Irlande pendant la période du Tigre celtique, le gouvernement reçoit une lourde critique à propos de la pauvreté et la négligence de certaines responsabilités gouvernementales. Cela inclut :
- La Sécurité sociale irlandaise ne recevait pas de réformes fondamentales pendant cette période. En dépit d'un doublement du budget de la santé, les listes d'attente, le nombre de lits disponibles et le personnel restèrent les mêmes (widespread) – le système est souvent familièrement comparé aux Onze Royaumes.
- Malgré les promesses du gouvernement, le secteur des transports n'avait pas été réformé : le monopole des transports aériens par Aer Rianta exista jusqu'à fin 2004, les bus furent aussi largement contrôlés par le service public Bus Éireann, et les transports par rail furent contrôlés par le monopole Iarnród Éireann. Tous ces services publics restèrent hautement inefficaces et bien trop subventionnés par le public.
- Le réseau routier devint embouteillé et lutta contre les nouvelles technologies, particulièrement dans l'Est. De nouvelles voies de transports, et des améliorations des anciennes voies furent seulement entreprises dans les années 2000 – à un plus haut coût que ce qui était attendu.
- L'industrie des télécommunications, contrôlée par l'ancien service public Eircom, échoua à améliorer le réseau national en infrastructures suffisamment rapides – la pénétration de l'ADSL resta aux environs de 1 % jusqu'à la mi-2003, lorsque le gouvernement décida enfin de généraliser l'ADSL.
- Malgré les promesses d'augmenter les effectifs policiers de 3 000 personnes avant la fin du gouvernement de 2002, ceux-ci n'augmentèrent pas autant que promis.
- Dans l'espoir de réduire l'inflation, le gouvernement irlandais a lancé un plan d'épargne avantageux (SSIA – Special Savings Incentive Account) pour encourager un ralentissement de la consommation. Les intérêts sur les SSIA sont majoritairement financés par l'État – la plupart des banques ayant seulement effectué un petit geste (dans le meilleur des cas). En effet, les banques irlandaises ont, traditionnellement, une politique de très bas taux d'intérêt sur les comptes d'épargne et ceci était également le cas sur les SSIA ; l'État garantissait un retour de 25 %. D'un point de vue fondamental, les contributions de l'État sont des subventions sur le secteur bancaire avec l'argent des contribuables payant en fait leurs propres intérêts. De plus, les récentes extensions du monopole et des coûts excessifs pratiqués par les banques irlandaises ont été mises en lumière à travers plusieurs scandales et rapports sur le manque de compétition dans le secteur bancaire irlandais.

## La chute 2001-2003
Le Tigre celtique essuie un brusque coup d'arrêt en 2001 après une demi-décennie de forte croissance. Le ralentissement économique irlandais était en phase avec le ralentissement mondial – dû en grande partie à son alignement sur l'économie des États-Unis d’Amérique. Les causes majeures de ce ralentissement inattendu de l'économie irlandaise ont été :
- Une chute importante de l'investissement dans l'industrie des TIC au niveau mondial à cause de la très forte croissance de ce secteur à la fin des années 1990 et du krach boursier en résultant. L'Irlande était un acteur majeur dans cette industrie – étant le plus grand exportateur mondial de logiciels (devant les États-Unis) et le centre des opérations européennes de nombreux constructeurs informatiques.
- Les attaques terroristes du 11 septembre 2001 ont eu un impact sur le secteur du tourisme irlandais (et le secteur de l'agriculture), éloignant les prodigues touristes américains et anglais dont l'industrie irlandaise du tourisme dépendait.
- Plusieurs compagnies ont déplacé leurs opérations vers l'Europe de l'Est et la Chine à cause de l'augmentation des coûts salariaux irlandais, des malus d'assurance (insurance premiums) et d'une baisse générale de la compétitivité irlandaise.
- La hausse de la valeur de l'Euro a frappé les exportations vers les pays hors zone euro – particulièrement vers les États-Unis et la Grande-Bretagne.

Cependant, le ralentissement ne fut pas une récession, ce fut plutôt un taux moins élevé dans l'expansion de l'économie irlandaise. Des signes de reprise sont devenus évidents vers la fin 2003, lorsque le niveau des investissements américains a augmenté à nouveau.

### Situation mondiale
Dans le même temps, le monde entier a ressenti un ralentissement économique. Les États-Unis d’Amérique affichaient une croissance de 0,3 % en avril, mai et juin 2002, par rapport à la situation de l'année passée au cours de la même période. Alors qu'en Europe l'économie s'améliorait difficilement tout au long de l'année 2002, plusieurs gouvernements (notamment l'Allemagne et la France) tentaient de combler des déficits publics de plus importants, dépassant largement les termes du Pacte de Stabilité et de Croissance adopté par la CEE.

## Second Tigre Celtique

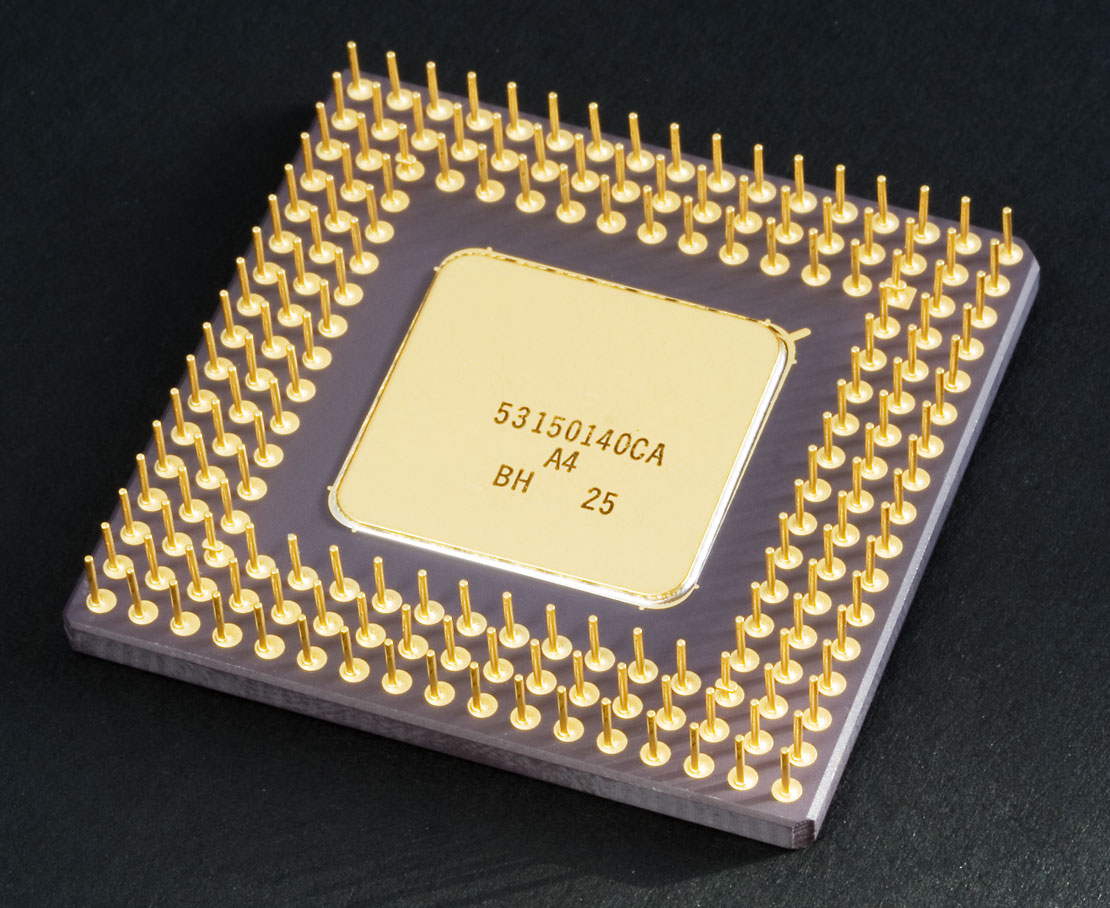
L'industrie des TIC a aidé l'Irlande à retrouver la prospérité.

Après le ralentissement de 2001 et 2002, l'économie irlandaise recommença à croître en 2003 et 2004. Les médias irlandais sautèrent sur l'occasion pour proclamer le retour du  Celtic Tiger – communément appelé dans la presse le Celtic Tiger 2 ou le Celtic Tiger Mark 2. En 2004, la croissance irlandaise était la plus forte des 15 vieux États européens (l'Europe avant mai 2004) avec 5 % de croissance et en 2005 atteint 4,7 %. Ces taux contrastent avec les 1 à 3 % de la plupart des autres États européens comme l'Allemagne, la France, et l'Italie. L'évidence du retour du Celtic Tiger de 2004 et 2005 se voit dans la baisse du chômage à 4,3 % – le taux le plus bas d'Europe – et dans le retour du budget dans le vert.

### Raisons
Les raisons de la reprise importante de l'économie irlandaise sont un sujet épineux en Irlande. Le débat est actuellement ouvert dans le pays – les sceptiques disent que la croissance récente est simplement due à une importante augmentation de la valeur immobilière qui « rattrape » ainsi la croissance du secteur de l'emploi dans la construction, tandis que d'autres personnes pensent qu'il y a de nombreux autres facteurs en jeu dans l'explication de cette reprise. Ces facteurs incluent :
- Le plan gouvernemental d'épargne (SSIA) très avantageux, qui a réconforté les consommateurs à propos des dépenses et ainsi permis une croissance de la vente au détail.
- L'investissement continu par des firmes multinationales ; Intel a redémarré ses investissements en Irlande, Google a ouvert un nombre important de bureaux à Dublin[14], Abbott Laboratories a construit une usine irlandaise[15] et Bell Labs est sur le point d'ouvrir une usine[16].
- Une promotion grandissante des emplois de haut niveau vers l'Irlande – les bureaux de Google et Bell Labs sont la pierre angulaire de ce phénomène. Un nouveau corps d'État, la Science Foundation Ireland, a été établi pour promouvoir les compagnies basées sur les nouvelles sciences en Irlande[17].
- Un rebond du tourisme – après trois mauvaises années causées par la fièvre aphteuse et les attentats du 11 septembre 2001 à New York qui ont provoqué une chute du nombre de visiteurs américains .
- La reprise économique américaine a eu un fort impact positif sur l'économie irlandaise grâce aux liens étroits entre ces deux économies.
- La reprise dans le monde de l'industrie des TIC – l'Irlande produisant 25 % des PCs européens – Dell, IBM, Apple et HP ont tous d'importantes opérations en Irlande. De plus, 6 % de la population active travaille dans l'informatique ; c'est davantage qu'en Californie.

## Défis et menaces à venir

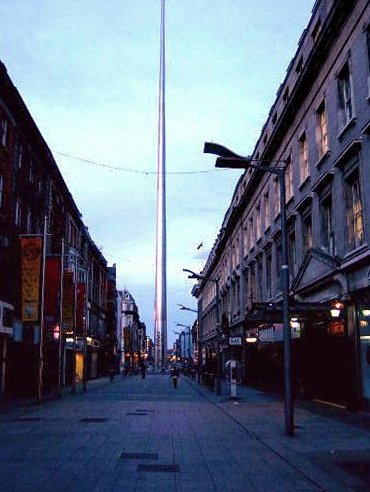
La Spire de Dublin symbolise la modernisation et la prospérité croissante de l'Irlande.

Le retour du boom en 2004 est jusqu'ici dû en grande partie à une seule industrie : le gigantesque secteur de la construction qui parvient seulement maintenant à répondre à la demande causée par le premier boom. De nombreuses personnalités et publications respectées telles que The Economist ont signalé le risque d'effondrement des prix de l'immobilier en Irlande. Les rendements locatifs du secteur résidentiel sont déjà en baisse dans tout le pays et l'offre a dépassé la demande. Quelque 80 000 nouveaux logements ont été construits en 2004, contre 160 000 au Royaume-Uni, un pays qui compte 15 fois plus d'habitants que l'Irlande.

### Perte de compétitivité
L'augmentation des salaires, l'inflation, une infrastructure déficiente, des dépenses publiques trop importantes et l'entrée dans l'Union européenne en 2004 de huit nouveaux pays de l'Europe de l'Est ne constituent que quelques-unes des autres menaces pour la compétitivité de l'économie irlandaise et sa croissance continue. Les salaires irlandais sont aujourd'hui substantiellement plus élevés que la moyenne de l'Union européenne, particulièrement dans la région de Dublin. Ces pressions vont peser sur les emplois peu et moyennement qualifiés, principalement dans le secteur manufacturier. Le recours à l'externalisation est également devenu une réalité. La Pologne a récemment hérité de plusieurs centaines d'anciens emplois irlandais provenant du département comptabilité de Philips. Le Gouvernement vient de lancer la Science Foundation Ireland  (Fondation scientifique de l'Irlande) pour promouvoir un système éducatif de haut niveau et investir dans des projets scientifiques permettant de créer une « économie du savoir » en Irlande afin de réduire les risques de délocalisation des emplois vers des pays où les coûts sont moindres.

### Promotion de l'industrie
Un défi important auquel fait face l'Irlande est la promotion de l'industrie autochtone. Bien que l'Irlande s'enorgueillit d'un certain nombre de compagnies internationales, telles que CRH, Kerry Group, Elan et Ryanair, celles-ci sont des exceptions. En effet, il n'y a que très peu d'autres compagnies avec un chiffre d'affaires annuel de plus d'un milliard d'euros. Le gouvernement irlandais a chargé Enterprise Ireland d'aider les entreprises irlandaises à se développer. En 2003, le gouvernement a lancé un site internet pour aider la mise en place et le démarrage d'entreprises en Irlande – il est dans l'espoir que basis.ie rendra la création d'entreprises (ou d'autres types d'affaires) plus facile et plus rapide en Irlande.

### Dépendance de l'énergie étrangère
Une autre menace possible pour l'Irlande réside dans sa sur-dépendance vis-à-vis du pétrole étranger. Pendant de nombreuses années, l'Irlande a maîtrisé sa dépendance vis-à-vis des sources d'énergie étrangères en développant ses tourbières, en construisant un barrage sur la rivière Shannon et en développant des plateformes off-shore. Toutefois, à l'heure actuelle, toutes les ressources hydro-électriques ont été exploitées, le gaz est utilisé au maximum et les tourbières n'ont plus guère d'avenir économique. Tout cela entraîne une demande sans cesse croissante de pétrole. La solution sera peut-être de développer l'énorme potentiel de l'énergie éolienne et dans une moindre mesure l'énergie des vagues. La plus grande ferme éolienne au monde est actuellement en construction sur la côte est de l'Irlande, près de Arklow, et de nombreux emplacements isolés dans l'ouest du pays montrent un potentiel réel pour l'implantation de ce type de fermes. Un rapport du Sustainable Energy Ireland révèle que si son exploitation est correctement développée, l'Irlande pourrait un jour exporter l'excédent de son énergie éolienne. Alors qu'à l'heure actuelle, elle ne fournit que 5 % de l'électricité irlandaise.

### Diffuser les richesses

Le plan national de développement adopté par l'Irlande devait permettre l'investissement dans l'infrastructure à partir des bénéfices tirés du Tigre celtique.

Comme tout pays à la croissance si rapide, les ressources et les bénéfices ne sont pas répartis de façon égale au sein de la population – les recettes sont distribuées en majorité autour de la côte et près de Dublin. Le défi consiste donc à partager cette aisance économique sur tout le territoire, jusqu'au Connemara et au Donegal. Le gouvernement a adopté, à cet effet, trois mesures :
- Un plan national de développement (National Development Plan, NDP)[21] qui favorise l'investissement dans les infrastructures ;
- Un plan national spatial (National Spatial Strategy, NSS)[22] ;
- La décentralisation des départements irlandais au niveau de centres régionaux. Ceci implique le déménagement de 10 000 civils depuis la capitale.

#### Pauvreté relative
Tout comme dans de nombreuses grandes villes, certains quartiers, particulièrement à Dublin, sont encore la proie de la criminalité et de la pauvreté relative. La banlieue de Ballymun et le centre de Fatima Mansions en sont des exemples. La drogue et la criminalité restent de gros problèmes dans ces zones. Le gouvernement a mandaté Ballymun Regeneration Ltd pour redonner vie aux quartiers de Ballymun et procurer de nouveaux logements aux habitants. Ils ont entamé la démolition des Ballymun flats en 2004.

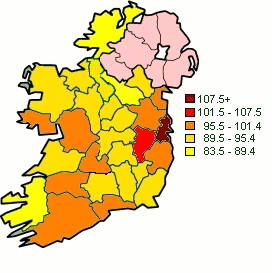
Revenu disponible par habitant par rapport à la moyenne nationale (pourcentage).

### La politique et le Tigre celtique
Un des économistes les plus distingués d'Irlande, le professeur Dermot McAleese, pense que l'émergence des démocrates progressistes en 1985 pourrait avoir eu une influence plus positive sur l'économie que certains semblent vouloir l'admettre. Il clame que l'économie pro-affaires et de faibles taxes que l'Irlande connaît aujourd'hui est basée en grande partie sur les politiques des démocrates progressistes. « Ils ont prouvé qu'il y avait une circonscription pour ceci, et ils lui ont donné le pouvoir intellectuel » (The Irish Times, 31 décembre 2004). En 1989, les démocrates progressistes sont entrés au gouvernement pour la première fois en coalition avec le Fianna Fáil. Ils ont commencé à mettre en œuvre ce qui était vu comme un agenda économique radical, réduisant le taux de la TVA, les impôts sur le revenu (income tax) et, surtout – et ce qui a alimenté le Tigre celtique –, la taxe sur les entreprises (corporation tax). Ces politiques controversées furent si couronnées de succès qu'elles furent maintenues et élargies par les gouvernements successifs.
Les élections de 1992 ont vu les partis minoritaires progresser aux dépens des partis du centre. Fianna Fáil a perdu 9 sièges et Fine Gael en a abandonné 10. Par contre, le Labour (parti travailliste irlandais) a gagné 18 sièges (ce qui a augmenté leur représentation au Dáil de 54 %), et les Progressive Democrats (démocrates progressistes) ont gagné 4 sièges (soit 67 % d'augmentation de leur représentation au Dáil). Un gouvernement de coalition Fianna Fáil-Labour fut formé, mais il n'a guère survécu longtemps. En 1994, il fut remplacé par une coalition Fine Gael-Labour-Democratic Left.
Aux élections de 1997, la coalition Arc-en-ciel du centre gauche rivalisa avec la coalition du centre droit Fianna Fail/démocrates progressistes. Toutes deux firent miroiter des réductions d'impôts sur le revenu. Le résultat fut à l'opposé des élections de 1999 : les partis du centre gagnèrent des sièges aux dépens du Labour et des démocrates progressistes. La coalition Fianna Fail/démocrates progressistes forma un gouvernement avec le soutien des TD indépendants.
Le Tigre celtique était alors en plein essor, ce qui permit au gouvernement de réduire les tranches d'impôts à deux : 20 % et 42 %. L'impôt sur les sociétés fut fixé à 12,5 % pour toutes les sociétés et l'impôt sur les bénéfices fut réduit de moitié.
Ces mesures relancèrent l'activité économique. Malgré la réduction des taux d'imposition, davantage d'argent entra dans les caisses de l'État. Les excédents budgétaires engendrés permirent des dépenses publiques jamais atteintes dans les domaines de la santé, l'éducation, l'aide sociale et les infrastructures.
Cependant, l'opinion publique reste perplexe sur les résultats de cette augmentation de la dépense publique.
Aux élections de 2002, le gouvernement sortant Fianna Fail/démocrates progressistes fut réélu. Le Fianna seul eut presque la majorité absolue alors que les Démocrates Progressistes passèrent de 4 à 8 sièges. Le Labour resta stable et le Sinn Féin obtint son premier succès dans une élection générale depuis la fondation de l'État. Le Green Party tripla ses sièges, passant de 2 à 6, la classe moyenne plus nombreuse étant sensibilisée sur les questions d'environnement et de pauvreté.
Sous Bertie Ahern, le Fianna Fail est dans une position incertaine. Les questions de la qualité de vie, du trafic routier, des inégalités, de l'environnement et la colère engendrée par un service de santé défaillant ont sapé la popularité de la croissance économique, comme le montrent les piètres résultats du Fianna Fail aux élections européennes de 2004 et aux élections locales. Ils passèrent sous la barre des 30 %, leur plus mauvais résultat depuis 1927, en raison d'un sursaut du Labour et du Parti vert et d'une déperdition des voix républicaines vers le Sinn Féin. En conséquence, fin 2004, Ahern entama un réalignement vers la gauche socialiste irlandaise.
Le 24 mai 2007, le Fianna Fail et Bertie Ahern sortent vainqueurs des élections générales.